# Пефтієв Йосип Євстахійович
Йосип Євстахійович Пефтієв (1915 — 1987) — радянський колгоспник, Герой Соціалістичної Праці (1950)

## Життєпис
У віці 12 років розпочав свою трудову діяльність в селянському господарстві п. Старобешево. Він одним з перших вступив в колективне господарство з обробки землі, а з 1931 по 1941 працював бригадиром польової бригади колгоспу «Запорожець» Старобешівського району.
Учасник Другої Світової війни.
У 1947 повернувся в Старобешеве, працював рядовим колгоспником, а потім бригадиром польової бригади колгоспу «Заповіти Ілліча».
Президія Верховної Ради СРСР указом від 2 червня 1950 звання «Герой Соціалістичної Праці» присвоїв бригадиру колгоспу «Запорожець» («Заповіти Ілліча»). І. Е. Пефтіеву.

## Нагороди
- Герой Соціалістичної Праці (2.06.1950)